# Fausto Bormetti
Fausto Bormetti (* 20. Mai 1965 in Bormio) ist ein ehemaliger italienischer Skilangläufer.
Bormetti, der für den C. S. Carabinieri startete, belegte bei den Junioren-Skiweltmeisterschaften 1984 in Trondheim den 14. Platz über 15 km und den 11. Rang mit der Staffel. Im folgenden Jahr kam er bei den Junioren-Skiweltmeisterschaften in Täsch auf den 17. Platz über 15 km und auf den 12. Rang mit der Staffel. Bei seiner einzigen Olympiateilnahme im Februar 1988 in Calgary lief er auf den 18. Platz über 50 km Freistil.